# Theodor Wette

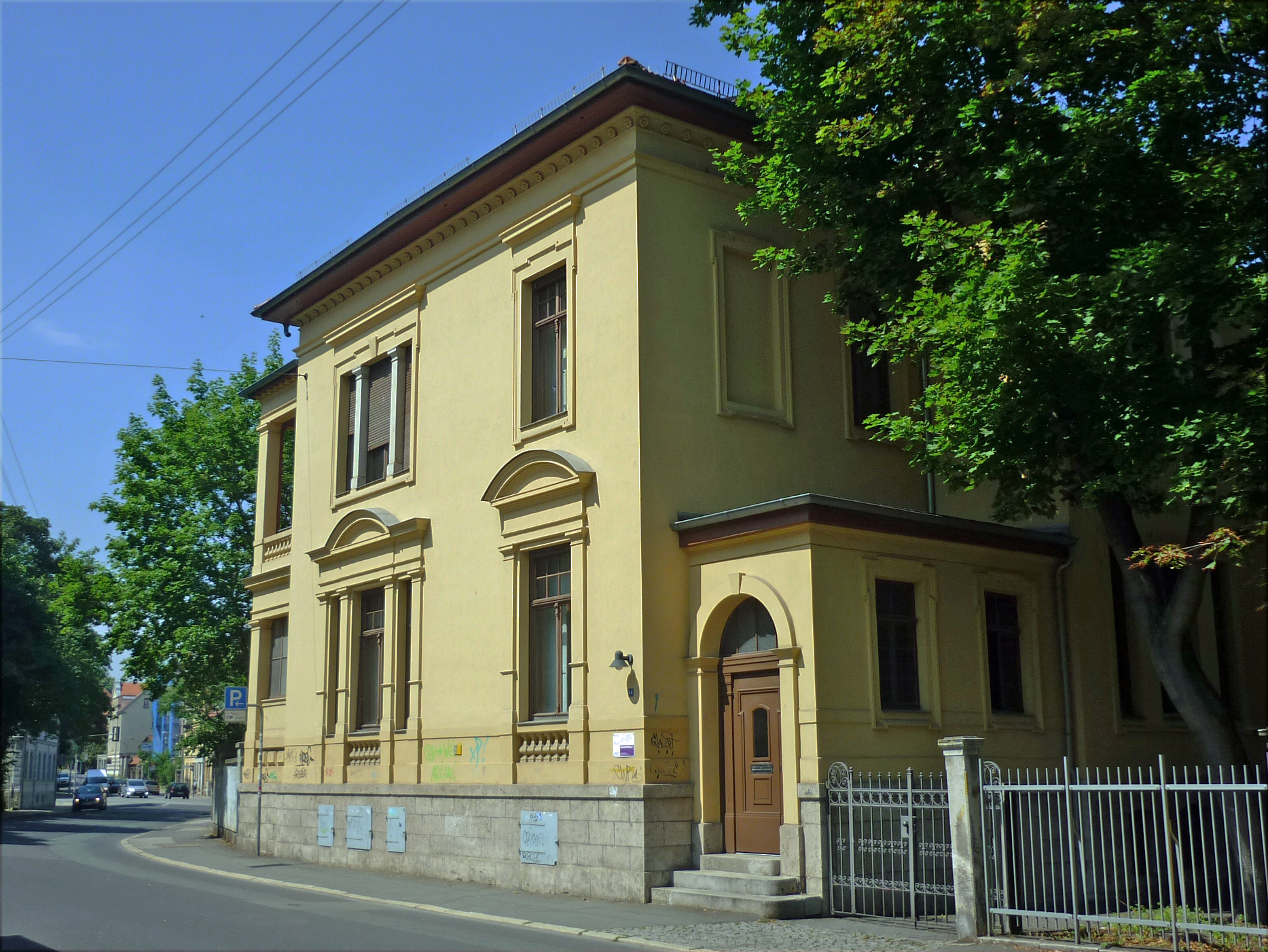
Wohnhaus und Praxis von Theodor Wette

Theodor Wette (* 6. Oktober 1864 in Herbern; † 23. April 1918 in Weimar) war ein deutscher Chirurg und Politiker, der als Chefarzt und Förderer des Sophien-Krankenhauses Weimar, als Vorsitzender der Freisinnigen Vereinigung in Weimar und stellvertretender Vorsitzender der Fortschrittlichen Volkspartei in Thüringen Bekanntheit erlangte.

## Leben
Theodor Wette war ein Sohn des Kaufmanns Hermann Wette und dessen Ehefrau Agnes, geborene Bonse, sowie ein Bruder des Arztes Hermann Wette. Er studierte Medizin an der Universität Jena und war unter anderem ein Schüler Bernhard Riedels, bei dem er 1889 promovierte. 
Im Jahr 1890 erfolgte seine Approbation. Nach seinem Studium wirkte er vom Wintersemester 1890/91 bis 1893/93 zunächst als Riedels Assistent in Jena. Riedel wirkte zeitweilig auch in Aachen; seine dort operierten Fälle waren zugleich die, welche das Thema von Wettes Dissertation Die Herniotomien im städtischen Hospital zu Aachen von Ostern 1883–1888 waren. Bei den operativen Eingriffen, die Riedel in Jena vorgenommen hatte, war zumeist nicht der Name des Assistenten angegeben. Jonas Vogel, der über Bernhard Riedel 2015 promovierte, geht davon aus, dass bei den meisten Operationen Riedels Wette assistierte. Ihm wurde der Titel Sanitätsrat verliehen.
1895 übersiedelte er nach Weimar, wo am 15. Juni 1895 die Eheschließung mit der Tochter Ernst Abbes Pauline genannt Paula stattfand. Mit ihr hatte Wette vier Kinder. Seine Schwägerin war Schwester des Komponisten Engelbert Humperdinck. 
Wette trat der Freisinnigen Vereinigung bei, einer liberalen Partei, die 1893 aus einer Abspaltung von der Deutsch-freisinnigen Partei hervorgegangen war, und in Thüringen zunächst nur noch für das Fürstentum Schwarzburg-Rudolstadt sowie Weimar Bedeutung hatte. Nach dem Tod des Vorsitzenden der Weimarer Freisinnigen Vereinigung, des Kaufmanns und Stadtrat- und Landtagsabgeordneten für Weimar-Stadt Carl August Meyer, der für den rechten Flügel stand, übernahm Wette 1906 den liberalen Verein. Unter ihm erfolgte der Zusammenschluss der beiden thüringischen Landesverbände der Freisinnigen Vereinigung und der Freisinnigen Volkspartei zur Fortschrittlichen Volkspartei in Erfurt am 1. Mai 1910. Der Landesverband der neuen Fortschrittlichen Volkspartei in Thüringen stand unter dem Vorsitz von Gottfried Moßler. Wette wurde dessen Stellvertreter. Nach Gründung dieser neuen Volkspartei erlebte der Linkliberalismus einen neuen Auftrieb in Thüringen. Sie kam bei der Reichtstagswahl am 25. Januar 1912 auf 14,1 % der Stimmen in Thüringen.
Wettes 1900 nach dem Entwurf Otto Minkerts entstandenes Wohnhaus, wo er auch seine Praxis hatte, in der Humboldtstraße 14 steht auf der Liste der Kulturdenkmale in Weimar unter der Bezeichnung Haus Wette. Dieses Gebäude wird vom Sophien-Krankenhaus Weimar genutzt, dem der Arzt eng verbunden war und dort zuletzt als Chefarzt tätig war. Dieser Einrichtung hatte Wette sein Wohnhaus testamentarisch vermacht.
Er war u. a. ordentliches Mitglied der Medizinisch-naturwissenschaftlichen Gesellschaft zu Jena.

## Werke
- Theodor Wette: Die Herniotomien im städtischen Hospital zu Aachen von Ostern 1883-1888 mit Rücksicht auf Form und Inhalt der Brüche, Komplikationen von seiten des Darms und Netzes, Behandlung der gangränösen Brüche, Endresultate der Radikaloperationen, Diss. Jena 1889.